# Kapelle von Étricor
Die Kapelle von Étricor ist der einzige Überrest eines ehemaligen Grammontenserpriorats in der Gemeinde Étagnac im Département Charente, Region Nouvelle-Aquitaine in Frankreich. Sie liegt am rechten Ufer der Vienne, rund 70 Kilometer nordöstlich von Angoulême und 10 Kilometer westlich von Saint-Junien. Die Kapelle ist seit 1987 als Monument historique anerkannt. Sie ist das älteste erhaltene Bauwerk des Grammontenserordens und gilt daher als Prototyp.

## Etymologie
Die Kapelle, Französisch Chapelle d’Étricor bzw. Saint-Pardoux d’Étricor oder auch Sainte-Vierge d’Étricor, ist nach dem in unmittelbarer Nachbarschaft gelegenen Weiler Étricor benannt. Étricor ist eine Ableitung aus dem Lateinischen stricto cornu (zusammengedrücktes Horn – Dativ oder Ablativ).

## Geographie
Die Kapelle von Étricor kann von Étagnac aus über die D 193 nach Chassenon erreicht werden. Nach knapp 3 Kilometer erfolgt am Weiler Beaulieu ein Abzweig nach links in Richtung Les Betoulles. Hier wird dann rechts nach Étricor abgebogen. Die Kapelle befindet sich in den Talauen der Vienne auf 159 Meter über dem Meer. Nur unweit östlich fließt der kleine Bach Ruisseau de l’Étang in die Vienne. Unmittelbar hinter dem Bach liegen ein riesiges Dekantationsbecken der Papierfabrik von Saillat-sur-Vienne und weiter nördlich am Hang eine Mülldeponie derselben Fabrik – was die Harmonie dieses spirituellen Ortes empfindlich stört.

## Geologie
Die Kapelle von Étricor steht auf holozänem Alluvium der Vienne, vorwiegend tonige Feinsande mit Geröllen des kristallinen Grundgebirges. Der Weiler Étricor befindet sich bereits auf Paragneisen der Unteren Gneisdecke. Am Ruisseau de l’Étang verläuft die Überschiebung der Oberen Gneisdecke, die hier aus grauen Paragneisen besteht und in die schmale Quarzdiorit- und Dioritlinsen eingeschaltet sind. Die generelle Streichrichtung der Metamorphite ist Südost-Nordwest mit Vergenz nach Südwest.

## Beschreibung
Die aus Granitsteinen errichtete Kapelle befindet sich in einer großen Wiese, nur knapp 60 Meter vom rechten Ufer der Vienne entfernt. Im unteren Abschnitt wurden bis zu 70 × 40 Zentimeter große und 400 Kilogramm schwere Blöcke verbaut, deren Dimension sich jedoch im oberen Abschnitt verringert. Das nach Osten ausgerichtete Kirchenschiff ist 17,20 Meter lang und 7 Meter hoch. Es wird von einem 5,37 Meter breiten und 4,50 Meter langen Sanktuarium nach Osten verlängert. Die Gesamtlänge beträgt somit 21,70 Meter. Die Mauern sind 1,25 Meter stark. Der Eingang für die Gläubigen an der Nordwestecke besteht aus drei hintereinander liegenden Spitzbögen ohne Tympanon, wobei der erste große abgefast und die inneren beiden kleineren wulstartig abgerundet sind. Das Mauerwerk ist wegen der Bögen hier auf 1,60 Meter verstärkt. In der Westfassade sitzt zu Beleuchtungszwecken in der oberen Hälfte ein kleines romanisches Fenster. Die Kapelle trägt ein nur wenig nuanciertes Spitztonnengewölbe mit Viertelkreis an seiner Basis. Eine halbkreisförmige Apsis mit Apsiskalotte schließt das Sanktuarium nach Osten. Der Apsisbereich wird ab dem vierten Strebewerk mit bis zu 5,93 Meter etwas breiter als das eigentliche Kirchenschiff (um 28 Zentimeter auf jeder Seite). Die Apsis wird von drei verglasten, schmalen, romanischen Rundbogenfenstern (mit Abmessungen: 1,80 Meter Höhe, 0,40 Meter Breite) erhellt. Die Fenster befinden sich auf gleicher Höhe und besitzen eine deutliche Leibung. Zwei Streben an der Außenwand – die Streben sind rechteckig abgeflacht – umrahmen das Fenstertriplet, eine kleinere Strebe befindet sich unterhalb des Mittelfensters. Die Seitenwände des Schiffs sind – wie bei den Grammontensern üblich – fensterlos, um die Wirkung des vom Sonnenaufgang her eindringenden göttlichen Lichtes hervorzuheben. In die Südwand des Sanktuariums ist ein Taufbecken eingelassen. Auf der Südseite befand sich mittig ebenfalls eine Spitzbogentür, die aber nach der Zerstörung der Konventsgebäude gegen Ende des 16. Jahrhunderts zugemauert wurde. Durch sie gelangten die Mönche einst vom mittlerweile verschwundenen Klosterinnenhof in die Kirche. Dass Konventsgebäude direkt im Süden (und auch im Osten) der Kirche anschlossen, belegen Ausbrüche für tragende Balken im Strebewerk. In die vermauerte Spitzbogentür ist eine kleine Steinstatuette mit dem Heiligen Saint-Pardoux (14. Jahrhundert) in eine Nische eingelassen. Saint-Pardoux wurde von den Bauern einst sehr verehrt und selbst heutzutage werden zu seinem Gedenken immer noch Wallfahrten am zweiten Sonntag im Monat Oktober abgehalten. Die Außenwände wurden später um bis zu 2 Meter mit kleinem Blockwerk aufgemauert, um den jetzigen, mit Rundziegeln gedeckten Dachstuhl aus Holz aufzunehmen.

## Geschichte
Étagnac gehörte einst zum Bistum Limoges, ging aber im Jahr 1790 an das Bistum Angoulême. Die ursprüngliche Cella des Priorats wurde im Jahr 1148 von den Herren von Chabanais den Grammontensern gestiftet (je nach Quelle wird auch 1151, 1157 oder 1187 als Gründungsjahr angegeben), obwohl eigentlich die Kleriker von Lesterps hierfür vorgesehen waren.
Im Jahre 1317 reformierte Papst Johannes XXII. den Grammontenserorden und fasste sämtliche Gründungen des Ordens in 39 Prioraten zusammen. Die Cellen waren jetzt nurmehr landwirtschaftliche Betriebe, die ihre Erzeugnisse an die Priorate ablieferten. Étricor wurde damals direkt der Mutterabtei Grandmont und ihrem Abt unterstellt, behielt aber dennoch seine Privilegien. Im 13. und 14. Jahrhundert erhielt Étricor viele Stiftungen und konnte zahlreiche Rechte (beispielsweise Fisch- und Wegerechte), aber auch Ländereien, Liegenschaften, Mühlen etc. in der näheren Umgebung erwerben.
Während der Wirren der Hugenottenkriege wurden gegen Ende des 16. Jahrhunderts fast sämtliche Gebäude des Priorats zerstört – wahrscheinlich von dem protestantischen Adligen Le Sieur de Rochebrune, der die Steine für sein eigenes Schloss (Schloss Rochebrune) verwendete. Die Mutterabtei musste sodann gegen Rochebrune prozessieren, welcher sich überdies die Erlöse von Étricor angeeignet hatte, um ihn und seine Pächter zu vertreiben.
Zu Beginn des 18. Jahrhunderts wurden die übriggebliebenen Gebäude restauriert und zwei Bauernfamilien anvertraut. Die erste hatte 32 Hektar, die zweite 24 Hektar zur Verfügung. Etwa die Hälfte dieser Ländereien war kultivierbar, der Rest diente als Weiden und Heide. Die Abtei Grandmont konnte durch diese Vereinbarung zu Beginn des Jahrhunderts immerhin 700 Livre und gegen 1745 800 Livre an Gewinn erzielen.
Im Jahre 1772 wurde der Grammontenserorden durch die Commission des réguliers aufgelöst. Dadurch gingen die Einnahmen von Étricor jetzt an das Bistum Limoges, dessen Bischof, Louis-Charles du Plessis d’Argentré, wegen seines aufwendigen Lebenswandels hochverschuldet war.
Während der Französischen Revolution wurde Étricor als Bien national verkauft, kam aber 1886 wieder an die Kirche zu liturgischen Zwecken zurück. Die letzten Eigner verkauften im Jahr 2001 die Wiesen mit der Kapelle an die Gemeinde Étagnac. Letztere verwaltet und unterhält seitdem zusammen mit der Association des Amis d’Étricor (Verein der Freunde von Étricor) die Kapelle.
Am 29. September 1987 wurde die Kapelle zusammen mit dem Grund der dazugehörigen Parzelle als Monument historique eingeschrieben und steht somit jetzt unter Denkmalschutz.